# Esther Supreeleela
Esther Supreeleela (tiếng Thái: เอสเธอร์ สุปรีย์ลีลา, sinh ngày 18 tháng 5 năm 1994) là một nữ diễn viên trẻ nổi tiếng ở Thái Lan. Cô từng là một net idol trước khi đến với con đường diễn xuất. Sau đó, cô đã ký hợp đồng với Channel 3. Mặc dù cô tham gia diễn xuất đã nhiều lần nhưng phía bên công ty lại không đầu tư quảng bá cho cô, cái tên Esther hoàn toàn chìm nghỉm giữa bầu trời sao CH3 nên sau ba năm hoạt động dưới sự quản lý của công ty, gia đình Est đã huỷ hợp đồng với CH3. Esther từ đó nổi lên như "Diều gặp gió" và đang là một diễn viên trẻ tự do rất nổi tiếng, thành công. Hiện nay Esther đã tốt nghiệp tại trường đại học Bangkok Thonburi.

## Tiểu sử
Esther là nữ diễn viên gốc Thái – Malaysia sinh sống tại Thái Lan, bố là người Thái và mẹ là người Malaysia. Est sinh ngày 18 tháng 5 năm 1994, là chị cả trong gia đình, em trai tên Timothy Supreeleela và cô gái út tên là Abigail Supreeleela. Tên của cô – Esther, có nghĩa là ngôi sao trong tiếng Hebrew. Trước khi học đại học, cô đã từng tốt nghiệp tại trường Quốc tế Heathfield. Est bắt đầu các công việc trong ngành giải trí khi mới 12 tuổi, phần lớn công việc là người mẫu ảnh cho các tờ báo tuổi teen và nhãn hàng quảng cáo. Năm 15 tuổi, Est tham gia cuộc thi MISS CAWAII 2009, mã số 31. Đến năm 17 tuổi, Est bắt đầu tham gia diễn xuất trong bộ sitcom Mắt Công Hoàng Gia / หลวงตามหาชน (Luang Dtam Ha Chon) và được mọi người biết đến là một nữ diễn viên tân binh. Sau bộ phim này cô còn tham gia nhiều phim khác như บ่วง / Buang (đóng với Tanawat Wattanaputi), สุภาพบุรุษจุฑาเทพ / Soo Pha Bu Rus Ju Tha Taep (tập คุณชายรณพีร์ / Khun Chai Ronapee),... đều thuộc CH3.
Sau khi huỷ hợp đồng với CH3, Esther càng nổi bật hơn khi là một diễn viên tự do. Esther lần đầu tiên tham gia bộ phim Giao dịch tình yêu / เล่ห์รตี (Leh Ratree) dưới danh nghĩa diễn viên tự do cùng với Sean Jindachot, bộ phim nhận được phản hồi tốt từ phía người xem. Sau đó, cô tiếp tục tham gia bộ phim Bangkok... Nơi tình yêu bắt đầu / กรุงเทพ..มหานครซ้อนรัก (Kroong Taep... Mahanah Korn Saun Ruk) đảm nhận vai Summer.
Năm 2016, cô kết hợp với nam diễn viên Puttichai Kasetsin qua hai bộ phim là Puer Tur (Vì em) – một bộ phim đầy bi kịch và bộ phim Series Chàng hoàng tử trong mơ cô thủ vai phần một – trong Series này, phần này được nhận được phản hồi tích cực từ giới trẻ và cộng đồng mạng. Cùng lúc đó, cô tiếp tục tái ngộ với Sean Jindachot trong Series Cô vịt xấu xí phần 4: Thiên đường mỹ nam và phim Yêu dùm cô chủ phiên bản 2016 – phim từng thành công phiên bản 2008 trước đó.
Năm 2017, cô đóng phim với ca sỹ kiêm diễn viên Sukrit Wisedkaew trong phim tình cảm hài "Em là định mệnh của anh" – bộ phim là phiên bản chuyển thể từ phim truyền hình ăn khách Đài Loan Định mệnh anh yêu em do Trần Kiều Ân và Nguyễn Kinh Thiên thể hiện. Bộ phim này gây thu hút sự chú ý không chỉ ở Thái Lan mà còn lan rộng các quốc gia khác trong đó có Việt Nam, nhờ sự ăn ý của cặp diễn viên chính này khiến khán giả mong muốn cả hai nhận dự án tiếp theo. Cuối năm, cô tiếp tục tái ngộ với Puttichai qua phim Series My Dear Loser Series: Happy Ever After. Năm 2018, cô tái hợp với Bie qua phim Chẳng phải định mệnh của nhau cũng nhận được phản hồi tốt.
Năm 2019, Esther trở lại phim điện ảnh qua vai Jeed trong phim Thách yêu hai năm với Prama Imanothai, qua đó Esther tới Việt Nam vào tháng 9 để quảng bá bộ phim công chiếu tại Việt Nam.

## Sự nghiệp diễn xuất
| Năm              | Phim | Tên tiếng Việt                         | Thể loại       | Vai diễn                           | Đóng với                          | Đài                  | Kênh chiếu tại Việt Nam                            |
| ---------------- | --- | -------------------------------------- | -------------- | ---------------------------------- | --------------------------------- | -------------------- | -------------------------------------------------- |
| 2011             | หลวงตามหาชน / Luang Dtam Ha Chon | Mắt công hoàng gia                     | Sitcom         | Tapim                              | Thagoon Karnthip                  | CH3                  |                                                    |
| 2012             | บ่วง / Buang | Độc kế giai nhân                       | Phim bộ        | Buasawan / Patchanee               | Tanawat Wattanaputi               | CH3                  |                                                    |
| 2013             | แผนร้ายพ่ายรัก / Paen Rai Pai Ruk | Cạm bẫy thiên thần                     | Phim bộ        | Nate Nipa                          | Jirayu Thantrakul                 | CH3                  | SCTV Phim Tổng hợp                                 |
| 2013             | สุภาพบุรุษจุฑาเทพ / Suparburoot Jutathep | Quý ông nhà Jutathep                   | Series         | Wilayrampa Thewoprom               | James Ma & Chalida Vijitvongthong | CH3                  |                                                    |
| 2013             | มาดามดัน / Madam Dun | Quý bà lăng xê                         | Phim bộ        | Patti Prarati                      | Suriyon Aroonwattanakul           | CH3                  |                                                    |
| 2014             | ครีบนี้หัวใจมีเธอ / Kreep Nee Hua Jai Mee Tur |                                        | Phim bộ        | Warin                              | Thagoon Karnthip                  | CH3                  |                                                    |
| 2014             | App Love สิ่งเล็กเล็กที่น่าร็อก / App Love Sing Lek Lek Tee Na Rauk |                                        | Phim           | Nan                                |                                   |                      |                                                    |
| 2015             | เล่ห์รตี / Leh Ratree | Hôn nhân giả / Giao dịch tình yêu      | Phim bộ        | Kate Pattarin                      | Sean Jindachot                    | OneHD                | Giải Trí TV – VTVcab1                              |
| 2015             | เจ้าสาวของอานนท์ / Jao Sao Kaung Anaun |                                        | Phim bộ        | Suchada Sutthakul                  | Toni Rakkaen                      | PPTV                 |                                                    |
| 2015             | Ugly Duckling รักนะเป็ดโง่ ตอน Boy's Paradise แผนรักชุลมุนจับคุณผู้ชายมาให้ฟิน / Ugly Duckling Ruk Na Ped Ngo phần Boy's Paradise Paen Ruk Choo La Moon Jub Khun Poo Chai Mah Hai Fin | Cô vịt xấu xí 4: Thiên đường mỹ nam    | Series         | Mami Mirana                        | Sean Jindachot                    | GMMTV                | Zing TV                                            |
| 2016             | เพื่อเธอ / Puer Tur | Chỉ vì yêu em                          | Phim bộ        | Anthika Asawotaewinth              | Puttichai Kasetsin                | OneHD                | TVStar – SCTV11                                    |
| 2016             | กรุงเทพ..มหานครซ้อนรัก / Kroong Taep... Mahanah Korn Saun Ruk | Bangkok: Nơi tình yêu bắt đầu          | Phim bộ        | Summer                             | Natcha Jantapan                   | OneHD                | Zing TV                                            |
| 2016             | Ngao Asoke 2016 | Yêu chồng cô chủ / Bóng hình trong tim | Phim bộ        | Pee Piyachat Atthaya               | Sean Jindachot                    | OneHD                | Giải Trí TV – VTVcab1                              |
| 2016             | U-Prince Series ตอน สิบทิศ / U-Prince Series phần Sibthis | Chàng hoàng tử trong mơ: Sipthit       | Series         | Prikaeng                           | Puttichai Kasetsin                | GMMTV                | Zing TV                                            |
| 2017             | เธอคือพรหมลิขิต / Tur Kue Prom Likit / You're My Destiny | Em là định mệnh của anh                | Phim bộ        | Wanida "Nid" Carreon-Krisheepanine | Sukrit Wisedkaew                  | OneHD                | DRT (TH Đắk Lắk)                                   |
| 2017             | My Dear Loser Series: Happy Ever After | Hạnh phúc mãi về sau                   | Series         | Koya                               | Puttichai Kasetsin                | GMMTV                |                                                    |
| 2018             | My Girl 18 มงกุฎสุดที่รัก / My Girl 18 Maung Kud Sud Tee Ruk | Cô em họ bất đắc dĩ (Thai ver)         | Phim bộ        | Linin                              | Arak Amornsupasiri                | True4U               |                                                    |
| 2018             | พรหมไม่ได้ลิขิต / Prom Mai Dai Likit | Chẳng phải định mệnh của nhau          | Phim bộ        | Karageade "Kade" Vejchalai         | Sukrit Wisedkaew                  | OneHD                | HTV2 - Vie Channel                                 |
| 2018             | แมวของเขาและรักของเรา" / MEO Me & You | Tình yêu của chúng tôi                 | Series         | Waen                               | Phupoom Pongpanu                  | CH3 SD               |                                                    |
| 2019             | รัก 2 ปี ยินดีคืนเงิน / Love Battle | Thách yêu 2 năm                        | Phim chiếu rạp | Jeed                               | Prama Imanothai                   | CJ Entertaiment Thai | CJ Entertaiment VietNam                            |
| 2020             | Dejavu รักย้อนเวลา / Ruk Yon Welah | Trở về ngày yêu ấy                     | Phim bộ        | Janaree "Jane" Sinsawet            | Nawat Kulrattanarak               | OneHD                | TodayTV                                            |
| 2020             | เล่ห์เกมส์รัก / Leh Game Rak | Cuộc chiến tình yêu                    | Phim bộ        | Namkhaeng / Thanakorn Padwakun     | Yuke Songpaisan                   | PPTV36               | VTVcab5 - ON E Channel                             |
| 2020             | เนตรมหรรณพ / Neth Mahunnop | Trái tim đại dương xanh                | Phim bộ        | Lalisa "Lisa" Mahathamrongkul      | Yuke Songpaisan                   | OneHD                | VTV2 (thuyết minh)                                 |
| 2021             | พายุทราย / Payu Sai | Bão cát                                | Phim bộ        | Kiratika Teeradakul (Sai)          | Thanapat Kawila                   | OneHD                | VTV2 (thuyết minh) SCTV6 -FIM360 (lồng tiếng)      |
| 2021             | Wimarn Sai 2021 | Nơi tình yêu dậy sóng                  | Phim bộ        | Arisaraa Chunhakorn / Patcha       | Jespipat Tilapornputt             | OneHD                | VTV2 (thuyết minh) HTV2 - Vie Channel (lồng tiếng) |
| 2022             | ใจฟูสตอรี่ / Jaifu Story | Mình yêu nhau đi                       | Phim chiếu rạp | {The One Opposite} Jingjing        | Nat Kitcharit                     |                      | CJ Entertaiment VietNam                            |
| 2023             | คลับฟรายเดย์เดอะซีรีส์ 14 ความรักกับความเชื่อ ตอนดวงสมพงศ์ / Club Friday The Series - Love & Belief: Duang Som Pong                                                                 |                                        | Series         | Pai                                | Vasin Asvanarunat                 | OneHD                |                                                    |
| 2023             | ดวงใจจอมกระบี่ / Duang Jai Jorm Krabi | Trái tim kiếm sĩ                       | Phim bộ        | Nalinya                            | Norraphat Vilaiphan               | OneHD                | SCTV6 -FIM360                                      |
| 2023             | คืนเปลี่ยนชีวิต / One Night Stand | Tình một đêm                           | Series         | Gale                               | Pruk Panich                       | OneHD                | Annie Cat (sub)                                    |
| 2024             | ตำรับแม่ / Tamrap Mae |                                        | Phim bộ        | Sriyada                            | Aelm Bhumibhat Thavornsiri        | OneHD                |                                                    |
| 2025             | รักจะตาย / My Undying Miracle |                                        | Phim bộ        | Niracha                            | Prachaya Ruangroj                 | OneHD                |                                                    |
| Đang quay        | เลิฟรักฮักข้าวซอย |                                        | Phim bộ        |                                    | Prama Imanothai                   | Mono Original        |                                                    |
| Đang chờ bấm máy | |                                        | Phim bộ        |                                    |                                   |                      |                                                    |

## Hoạt động khác

### MV
- รักชนะทุกอย่าง – อัสนี / Ruk Cha Na Took Yahng – Asani
- พร้อมหรือยัง – รอน AF5 / Praum Reu Yanhg – Ron AF5
- เหงาเหมือนกันหรือเปล่า – ต้อล AF4 / Ngao Meuan Gun Reu Bplao – Tol AF4
- ขอเป็นคนสุดท้าย – วรกร ศิริสรณ์ / Kor Bpen Kon Soot Tai – Vorakorn Sirisorn
- กินข้าวยัง? – บี้ เดอะสตาร์ / Gin Kao Yanhg? – Sukrit Wisedkaew
- เจ็บจริง – Atom ชนกันต์ / Jep Jing – Atom Chanakan

### Quảng cáo
- Eversense
- Chupa Chups
- กระดาษ IDEA WORK / Kradas IDEA WORK
- Lactacyd Teens
- วอลล์ คอนเนตโต้ สตรอเบอร์รี่ / Walls Cornetto Strawberry
- Blink Vite 150
- 12 Plus
- ภาพนิ่งโค้ก / Pap Ning Cok
- PAN ANTI COMEDONE
- เครื่องปรับอากาศ SHARP / Kreuang Prab Akas SHARP
- BIORE MAKEUP REMOVER
- แมคโดนัลด์ ฟุตบอลโลก 2014 ชุด บราซิลเลี่ยนชิคเก้นเบอร์เกอร์ /

McDonald Football Lok 2014 Chud Brazil Liang Chicken Buger
- กูลิโกะ ป๊อกกี้ ชุด Pocky (Always) / Glico Pocky Chud Pocky (Always) với Ungsumalynn Sirapatsakmetha
- HOOQ với Mario Maurer
- Senka Thailand

### Chương trình truyền hình
- 2piece 2please với Worranit Thawornwong

### Thể hiện ca khúc
- เสียงที่ไม่พูดไป / Siang Tee Mee Poot Bpai | Ost Leh Game Ruk (Ván cược tình yêu) (2020)
- If It Ain't You (ft. Tào Dục Thần) (2021)